# 51У6
51У6 «Каста-2Е1» — двухкоординатная мобильная твердотельная радиолокационная станция дециметрового диапазона. Предназначена для контроля за воздушным пространством, определения координат и государственной принадлежности самолетов, вертолетов, беспилотных летательных аппаратов  и крылатых ракет, в том числе летящих на малых и предельно малых высотах, в сложной помеховой обстановке. Разработана ВНИИРТ, серийно производилась с 1989 по 2003 год на производственных мощностях Муромского завода радиоизмерительных приборов.

## Особенности конструкции
РЛС состоит из трех транспортных единиц, смонтированных на шасси автомобилей повышенной проходимости КАМАЗ-43114.
Машина № 1 представляет собой кузов-фургон  на шасси автомобиля КАМАЗ-43114, предназначенный для размещения аппаратуры и вспомогательного оборудования РЛС. Буксирует одноосный прицепе резервным дизель-электрическим агрегатом АД-30.
Машина № 2 является мобильным быстро разворачиваемым антенно-мачтовым устройством, выполненным на шасси автомобиля КАМАЗ-43114, и обеспечивает оперативный подъем и вращение антенной системы. Также, на машине № 2 размещен дизель-электрический агрегат питания АД-30.
РЛС «Каста-2Е1″ сохраняет работоспособность в интервале температур от -50 °С до +50 °С в условиях атмосферных осадков, ветровых нагрузок до 25 м/с и расположения РЛС на высоте до 2000 м над уровнем моря. радиолокационная станция способна непрерывно  в течение 20 суток.

### Отличительные особенности станции
- блочно-модульное построение
- передача данных в аналоговом режиме
- твердотельная конструкция
- дополнительная антенно-мачтовая система
- высокое качестве передачи информации даже при постановке активных помех
- возможность защиты и сопряжения со средствами защиты от противорадиолокационных ракет
- возможность определения государственной принадлежности обнаруженных целей
- автоматическая система контроля и диагностики[5]

## Основные характеристики
- Точность измерения координат:

- по дальности — 300 м
- по азимуту — 70 угловых минут

- наработка на отказ — 300 ч
- максимальная скорость движения — 60 км/ч
- зона обзора по дальности — 5-150 км
- зона обзора по высоте — до 6 км
- зона обзора по азимуту  — 360 град.
- коэффициент подавления отражений от местных предметов — 53 Дб
- максимальная дальность обнаружения цели при отсутствии помех — 140 км[4]